# Papaverin
 Der er for få eller ingen kildehenvisninger i denne artikel, hvilket er et problem. Du kan hjælpe ved at angive troværdige kilder til de påstande, som fremføres i artiklen.

Papaverin er en kemisk forbindelse med en krampestillende effekt (spasmolytikum) som giver afslapnings effekter på glat muskulatur, såsom blære og tarm. 
På grund af disse egenskaber, anvendes det som medicin for erektionsproblemer.
Kemisk er papaverin et alkaloid ekstraheret fra opium, men har narkotiske egenskaber.
| Farmakologi | Spire Denne artikel om farmakologi er en spire som bør udbygges. Du er velkommen til at hjælpe Wikipedia ved at udvide den. |